# Thyreus nitidulus
Espèce
Thyreus nitidulus est une abeille parasite de la famille des Apidae. Il s'agit d'une abeille trapue, remarquable pour ses brillantes bandes de couleurs bleu métallisé et noir.
Initialement décrite par l'entomologiste danois Johan Christian Fabricius en 1804 sous le nom de Melecta nitidula - lors d'une collecte dans les îles Aru ou nord de l'Australie - elle doit son nom scientifique actuel de Thyreus nitidulus en 1959 à MA Lieftinck. L'épithète spécifique est dérivé du diminutif de l'adjectif latin nitidus "brillant" (à savoir « un peu brillant »).
Plusieurs sous-espèces sont connues - la sous-espèce nominale est trouvée en Australie de l'est et du nord, particulièrement en Nouvelle-Galles du Sud, au Queensland, en Australie-Méridionale et dans le Territoire du Nord, ainsi qu'en Nouvelle-Guinée. D'autres sous-espèces se trouvent en Asie du Sud.
Comme toutes les abeilles, elle est couverte de poils aplatis qui sont responsables de ses couleurs noir et bleu. Des poils bleu pâle couvrent une grande partie de la tête ainsi que les côtés du thorax et les jambes. L'abdomen est rayé bleu foncé et noir et les ailes transparentes sont pourpre teintées de brun. L'abeille est robuste, avec un thorax renforcé.
L'abeille femelle cherche les terriers de l'abeille Amegilla cingulata et pond ses œufs dans le couvain alors qu'il est sans surveillance. La larve utilise alors l'endroit comme garde-manger et sort plus tard de la cellule.